# オスカー・マリン
オスカー・マリン（Oscar Marin, 1982年12月5日 - ）は、アメリカ合衆国カリフォルニア州ロサンゼルス出身の元プロ野球選手（投手）、野球指導者。右投右打。現在は、MLBのピッツバーグ・パイレーツで投手コーチを務める。

## 経歴
大学野球でプレー後はプロ入りせず、大学や高校での指導者を経て2010年よりテキサス・レンジャーズ傘下の投手コーチとなり、2016年まで同球団傘下のルーキー〜A+級までの各階級で同職を務めた。
2017年から2年間はシアトル・マリナーズの巡回投手コーディネイターを務めた。2019年にはレンジャーズのブルペンコーチに就任したが、1年で退団した。
2020年からはピッツバーグ・パイレーツの投手コーチを務める。

## 詳細情報

### 背番号
- 58（2019年）
- 47（2020年 - ）